# Mario Véner
Mario Fabián Véner Igaña (* 27. Mai 1964 in Tandil) ist ein ehemaliger argentinischer Fußballspieler. Der Stürmer wurde 1996 Torschützenkönig der chilenischen Primera División und nahm neben der argentinischen auch die chilenische Nationalität an.

## Karriere
Mario Véner begann seine Karriere 1987 in seiner Heimat Argentinien bei unterklassigen Teams, doch erst ab 1990 in Chile bei Deportes Linares nahm diese Fahrt auf. Seine erfolgreichsten Zeiten hatte der Offensivakteur 1992 bis 1993 bei Deportes Antofagasta und 1996 bis 1997 bei den Santiago Wanderers. Bei den Wanderers wurde er in der Saison 1996 mit 30 Treffern Torschützenkönig. Seine Karriere beendete Tanque, wie Véner auch genannt wurde, 2000 bei Deportes Concepción.
Nach der aktiven Laufbahn war Véner Jugendtrainer bei Deportes Antofagasta und übernahm ab Januar 2008 das Amt des Cheftrainers der Profimannschaft. Mitte April trat er von diesem Posten wieder zurück.

## Auszeichnungen
- Torschützenkönig der chilenischen Primera División: 1996